# Lipa japońska
Lipa japońska (Tilia japonica (Miq.) Simonk.) – gatunek drzewa z rodziny ślazowatych. Występuje naturalnie w Japonii i Chinach – w prowincjach Anhui, Jiangsu, Szantung oraz Zhejiang. 

## Morfologia
PokrójZrzucające liście drzewo.
LiścieBlaszka liściowa jest skórzasta i ma niemal okrągły kształt. Mierzy 5–10 cm długości oraz 4–9 cm szerokości, jest piłkowana na brzegu, ma nasadę od sercowatej do ściętej i ostry wierzchołek. Ogonek liściowy jest nagi i ma 30–45 mm długości.
KwiatyZebrane po 6–16 w wierzchotkach wyrastających z kątów podsadek o kształcie od lancetowatego do podługowatego i długości 3,5–6 cm. Mają 5 działki kielicha o podługowatym kształcie i dorastające do 4–5 mm długości. Płatków jest 5, mają odwrotnie jajowaty kształt i osiągają do 6–7 mm długości.
OwocOrzeszki o jajowatym kształcie.